# Klaus Noculak
Klaus Noculak (* 29. Juni 1937 in Recklinghausen) ist ein deutscher Bildhauer.

## Leben
Klaus Noculak begann 1952 eine Lehre als Steinmetz, die er 1955 mit der Gesellenprüfung als Steinmetz und Bildhauer abschloss. Nach zwei Jahren, in denen er als Geselle tätig war, studierte er von 1957 bis 1960 Bildhauerei an der Werkkunstschule Dortmund bei Karel Niestrath und Eva Niestrath-Berger sowie von 1960 bis 1966 an der Universität der Künste Berlin bei Alexander Gonda. Dort lernte er seine spätere Frau Barbara Heckh (* 1938) kennen, die Grafik und Fotografie studierte. 1966 kam in Berlin der gemeinsame Sohn zur Welt.
Seit 1970 ist Noculak Mitglied im Deutschen Künstlerbund, seit 1971 im Westdeutschen Künstlerbund, Vestischen Künstlerbund sowie beim Berufsverband der Bildenden Künstler, Berlin. 1983 und 1992 erhielt er Arbeitsstipendien des Berliner Senats. Er schuf diverse Arbeiten im öffentlichen Raum deutscher Städte. Das Spektrum seiner Arbeiten umfasst die Gestaltung von Innen- und Außenräumen, architekturbezogene Kunst, Lichtobjekte und Papierarbeiten. Er lebt in Berlin und arbeitet in einem Atelier zusammen mit der Künstlerin Barbara Noculak.

## Werke (Auswahl)
- Im Rahmen des von 1989 bis 1999 auf zehn Jahre angelegten Zukunftsprogramms Internationale Bauausstellung Emscher Park (IBA) des Landes Nordrhein-Westfalen gewann Noculac zusammen mit Hermann EsRichter 1992 für Nachtzeichen und Schienenplateau den 1. Preis im Wettbewerb der Gestaltung der Gelsenkirchener Halde Rungenberg.[8] Das Haldentop ist aus dunklem Bergematerial auf dem begrünten Sockel aufgeschichtet und durch eine Schneise geteilt, die eine Verbindung zur benachbarten Bergarbeitersiedlung Schüngelberg bildet. Dadurch erhält der Haldengipfel die Gestalt einer Zwillingspyramide. Material und Form der Schüttung sollen an die historischen Spitzkegelhalden und die Künstlichkeit der Halden, ihre Herkunft und Entstehung erinnern. Die 1999 errichtete Lichtinstallation Nachtzeichen besteht aus zwei riesigen rostigen Spiegelscheinwerfern auf den beiden Kuppen der Halde, die so aufgestellt sind, dass sich ihre Strahlen im Nachthimmel überschneiden und die Böschungswinkel der Haldenschrägen durch das Licht zu einer ganzen Pyramide verlängert werden.[9][10][11] Das Schienenplateau wurde 1997 am Westhang der Halde als Bodenrelief in einer Senke in der Achsverlängerung der beiden Scheinwerferstandorte der Nachtzeichen angelegt. Mit 5.500 Meter Schienen von Zechenbahnen wurde eine elliptische Fläche von 33 mal 41 Metern dicht an dicht und zum Teil übereinander verlegt. Von der Natur überwuchert und darin integriert, verweist es auf das ehemalige wichtige Transportsystem der einstigen Montanindustrie.[4][11]

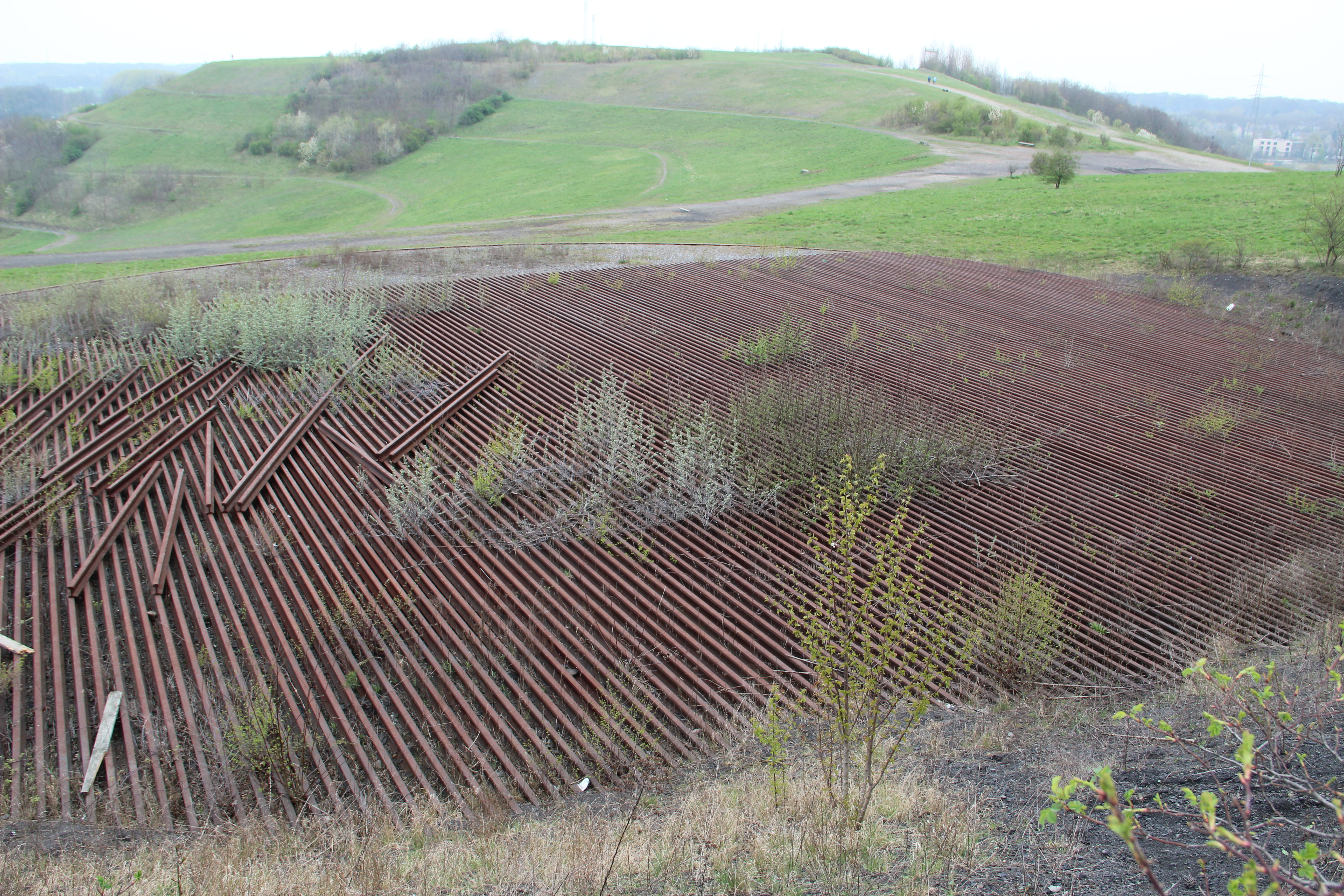
Schienenplateau
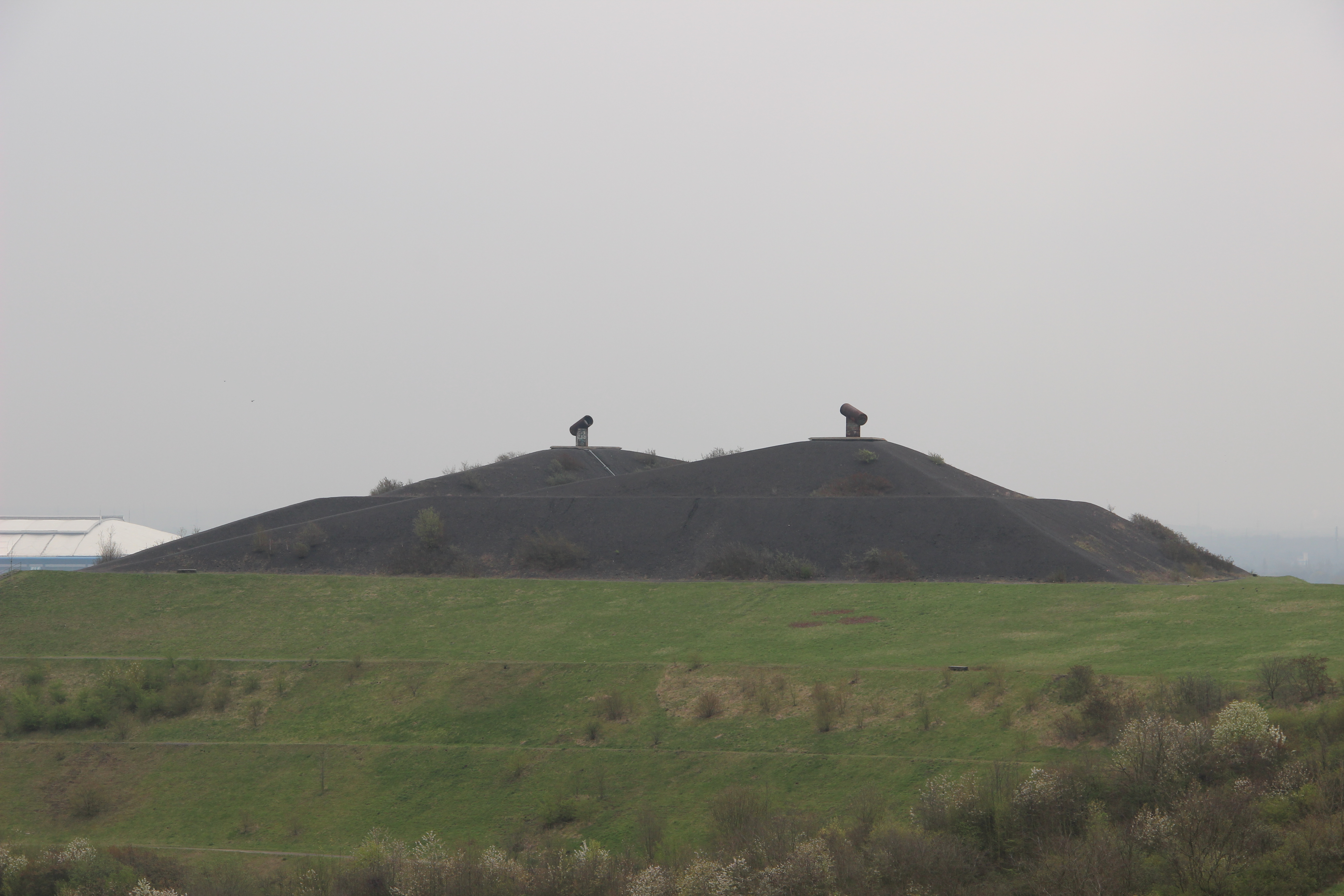
Nachtzeichen
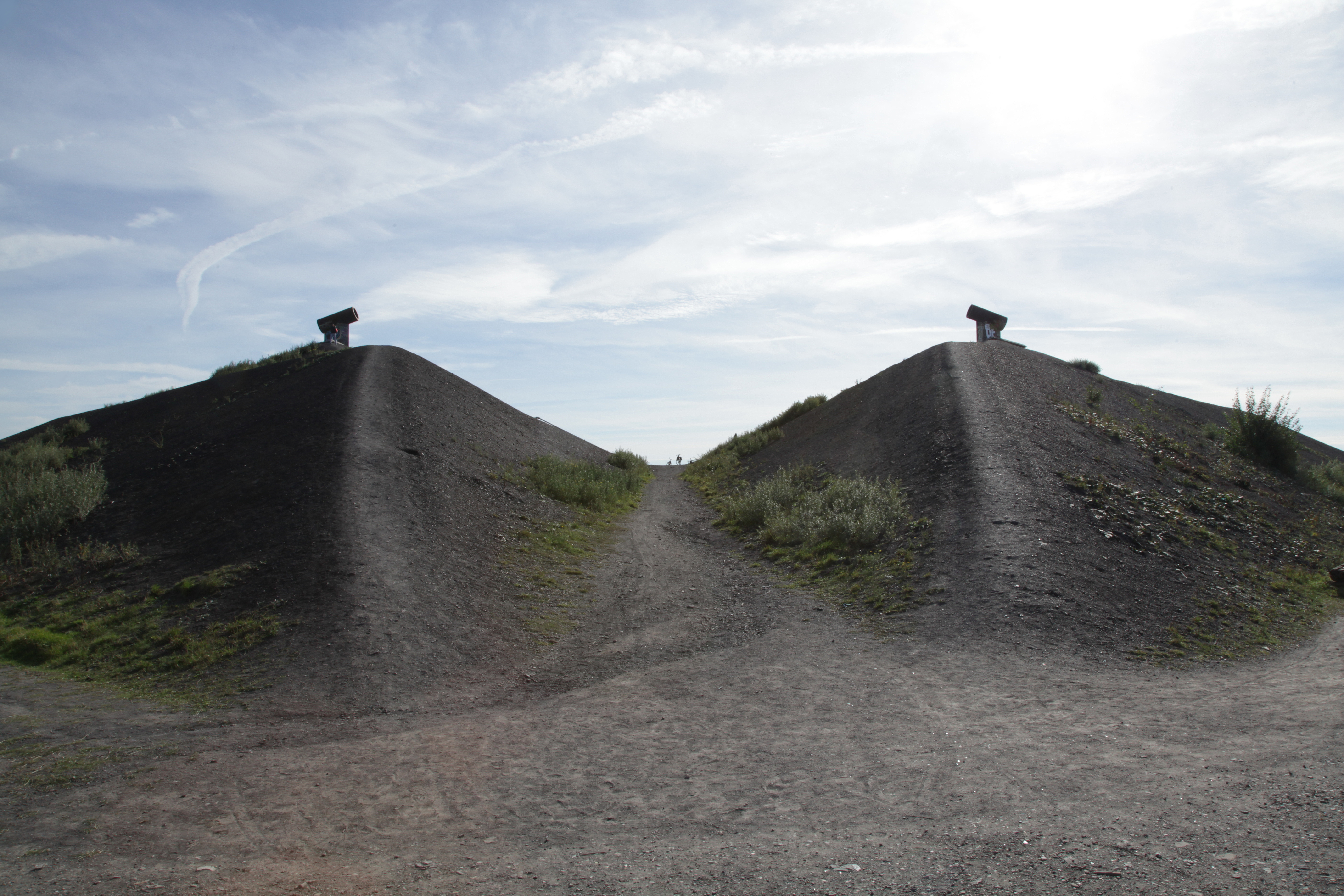
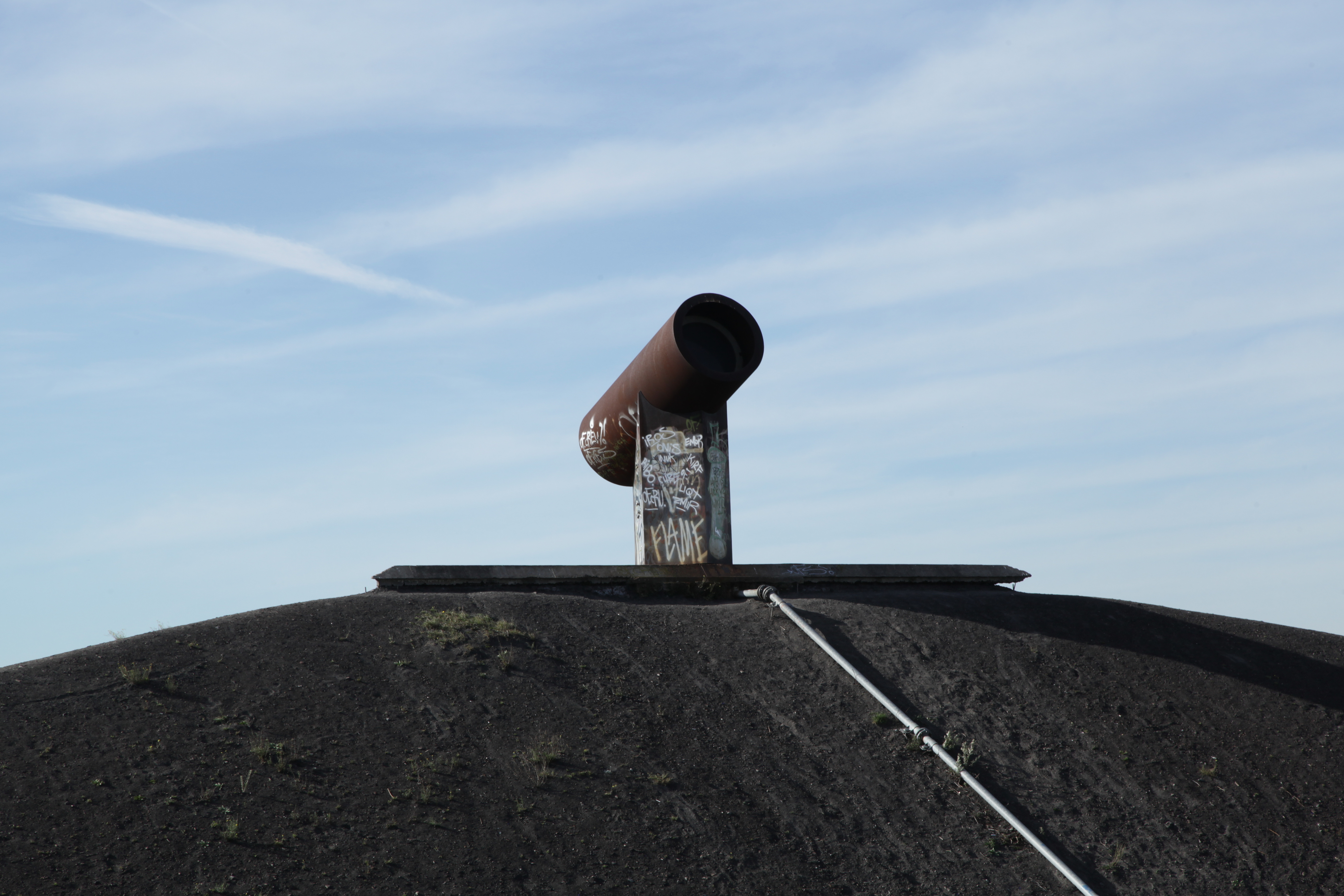

- Helm in Eisenguss am Obentrautdenkmal in Seelze, geschichtlich-anekdotische Ergänzung, 1979
- 4-Flüsse-Brunnen, zusammen mit Eva Niestrath-Berger. Der 1982 am Adolf-Nassau-Platz in Hagen errichtete Brunnen besteht aus vier großen hoch aufgerichteten Basaltlava-Blöcken, die mit horizontal verlaufenden Stahlbändern verbunden sind. Aus den Spalten zwischen den Steinen quillt Wasser, das in einen gemeinsamen Ablauf läuft. Die Stahlbänder verweisen auf die vier Flüsse Volme, Lenne, Ennepe und Ruhr, die durch das Stadtgebiet fließen.
- Gießkanne, Walter-Freitag-Straße in Hamburg-Lohbrügge, 1983
- Der Landschaftsbrunnen in Berlin-Hellersdorf von 1983 mit 13 Meter Durchmesser zeigte den Grundriss der heutigen Stadt Berlin in der Aufsicht, gestaltet aus hellem Granit. Eine hervorgehobene Bronzeplatte markierte den Ortsteil Hellersdorf. Der Beckenboden besteht aus dunklem Basalt, der Beckenrand aus rotem Ziegel. Der Brunnen ist stillgelegt und nur noch teilweise erhalten, das Becken wurde bepflanzt.

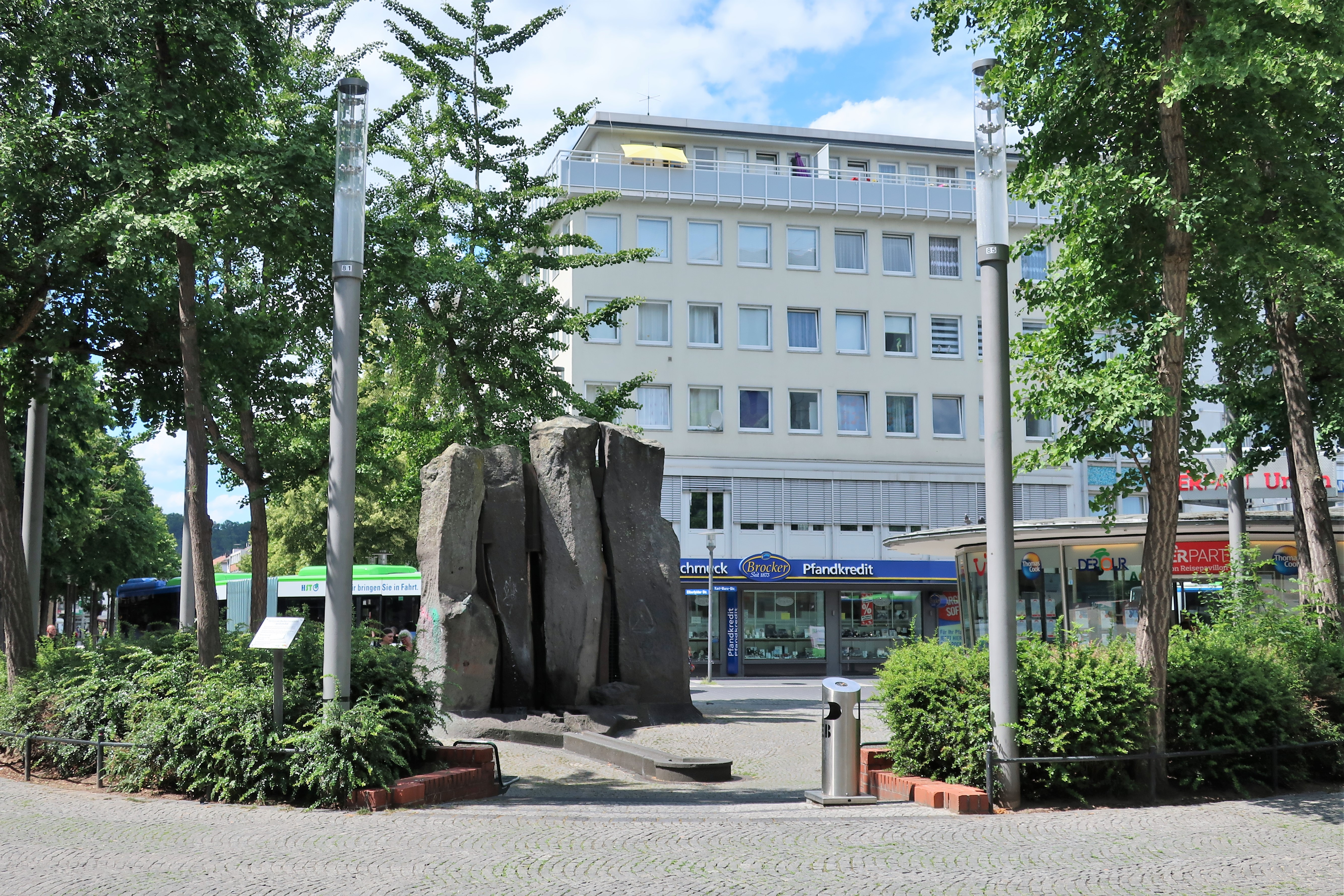
4-Flüsse-Brunnen
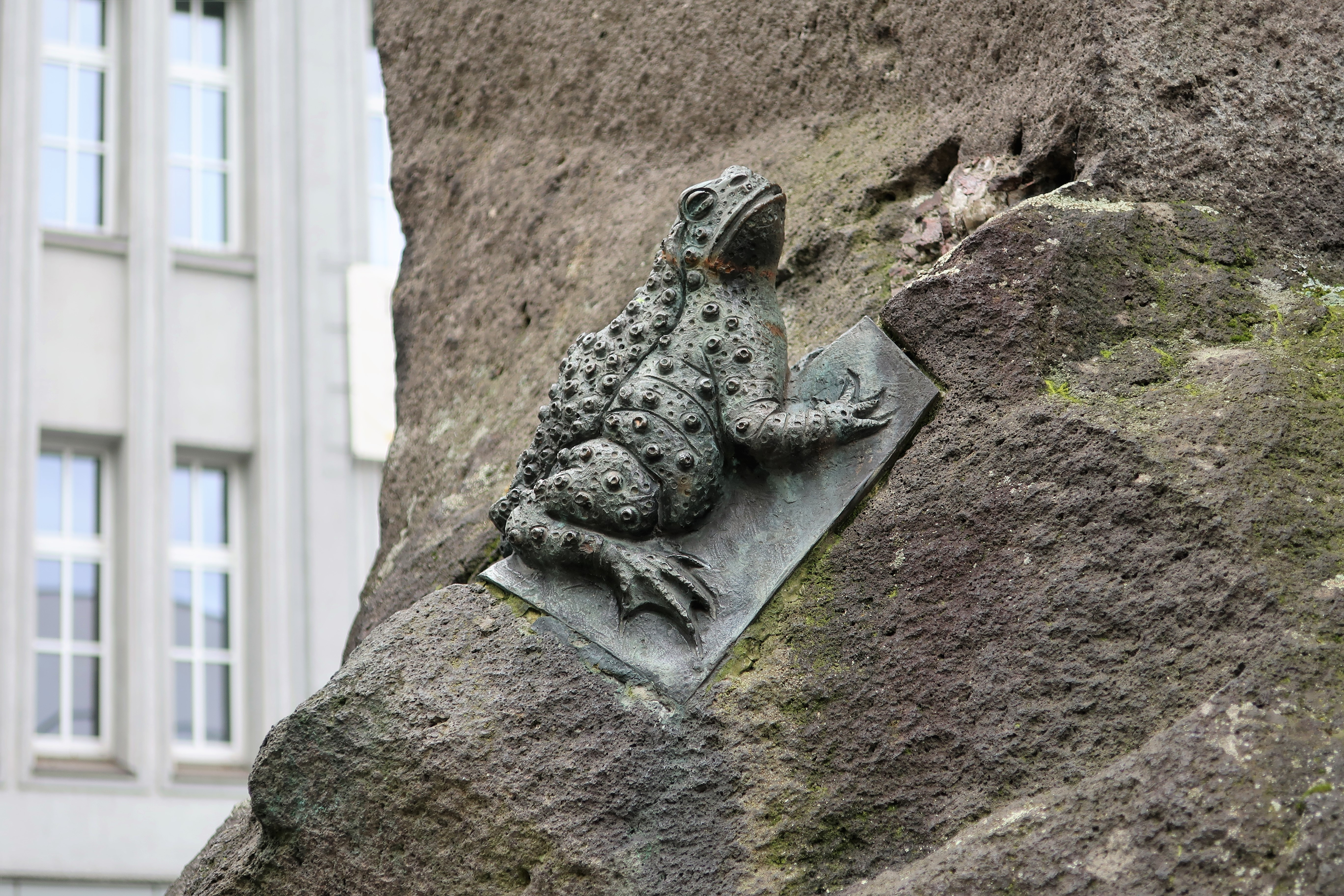
Frosch am 4-Flüsse-Brunnen
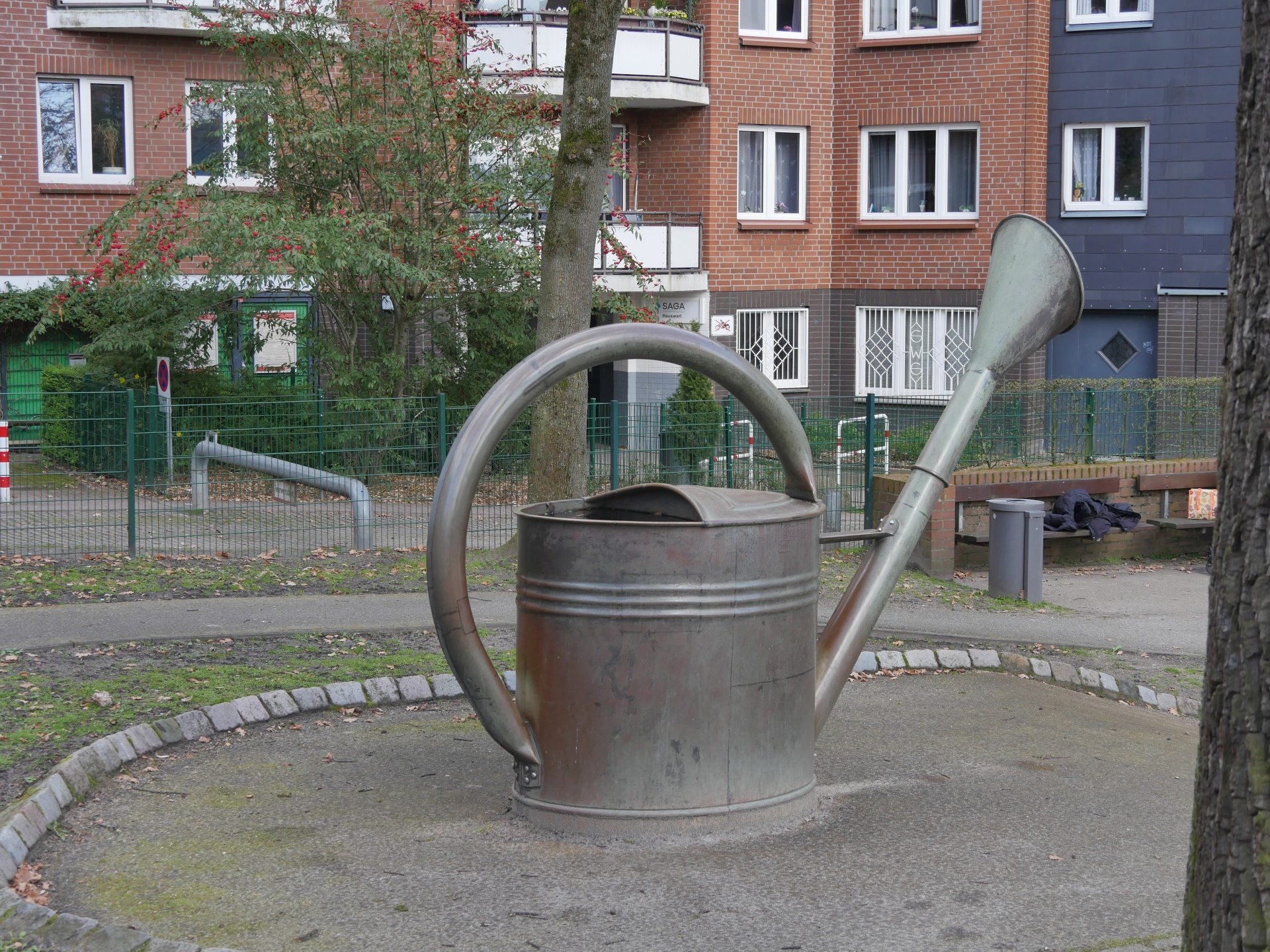
Gießkanne
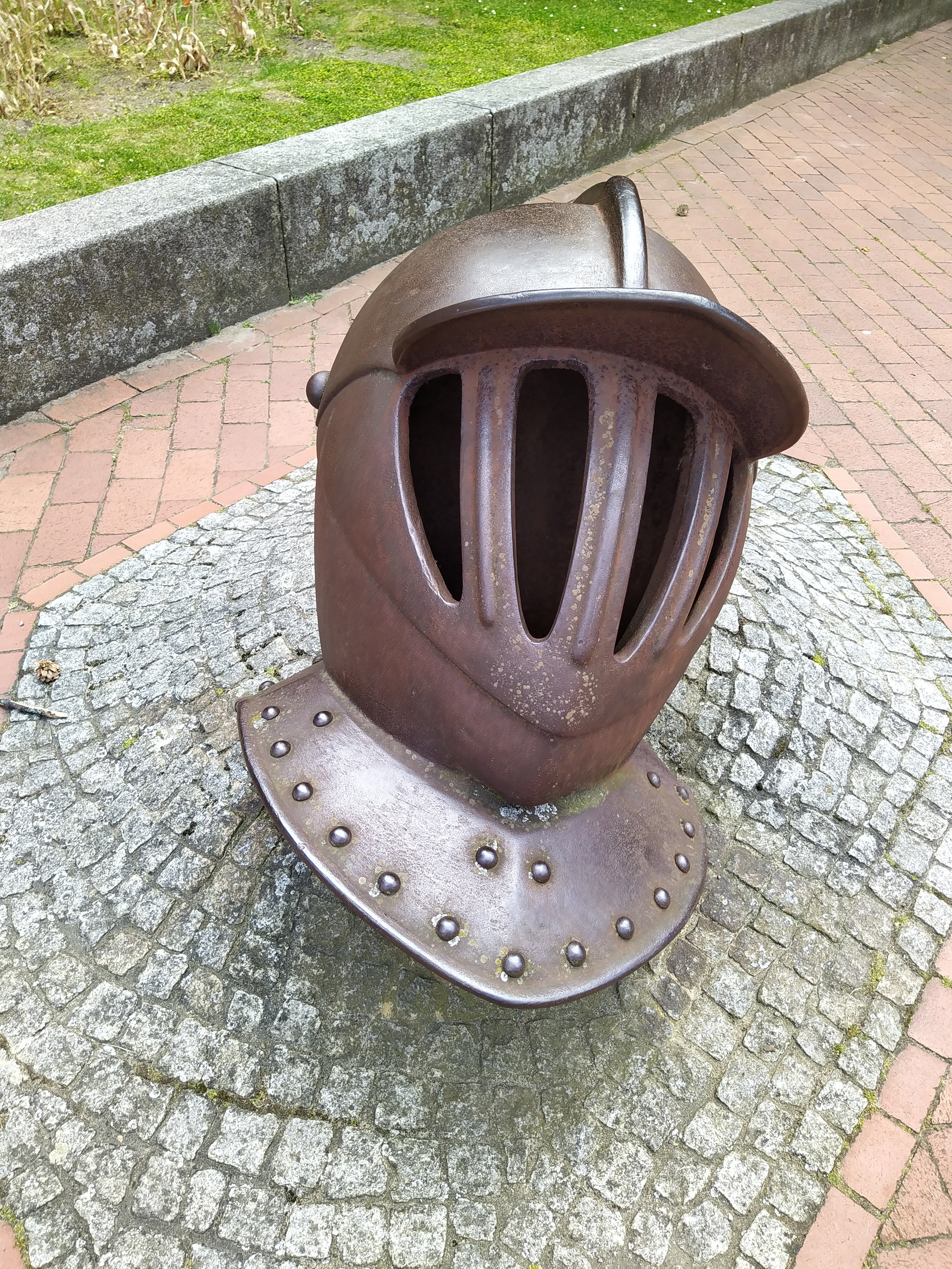
Helm am Obentraut-Denkmal
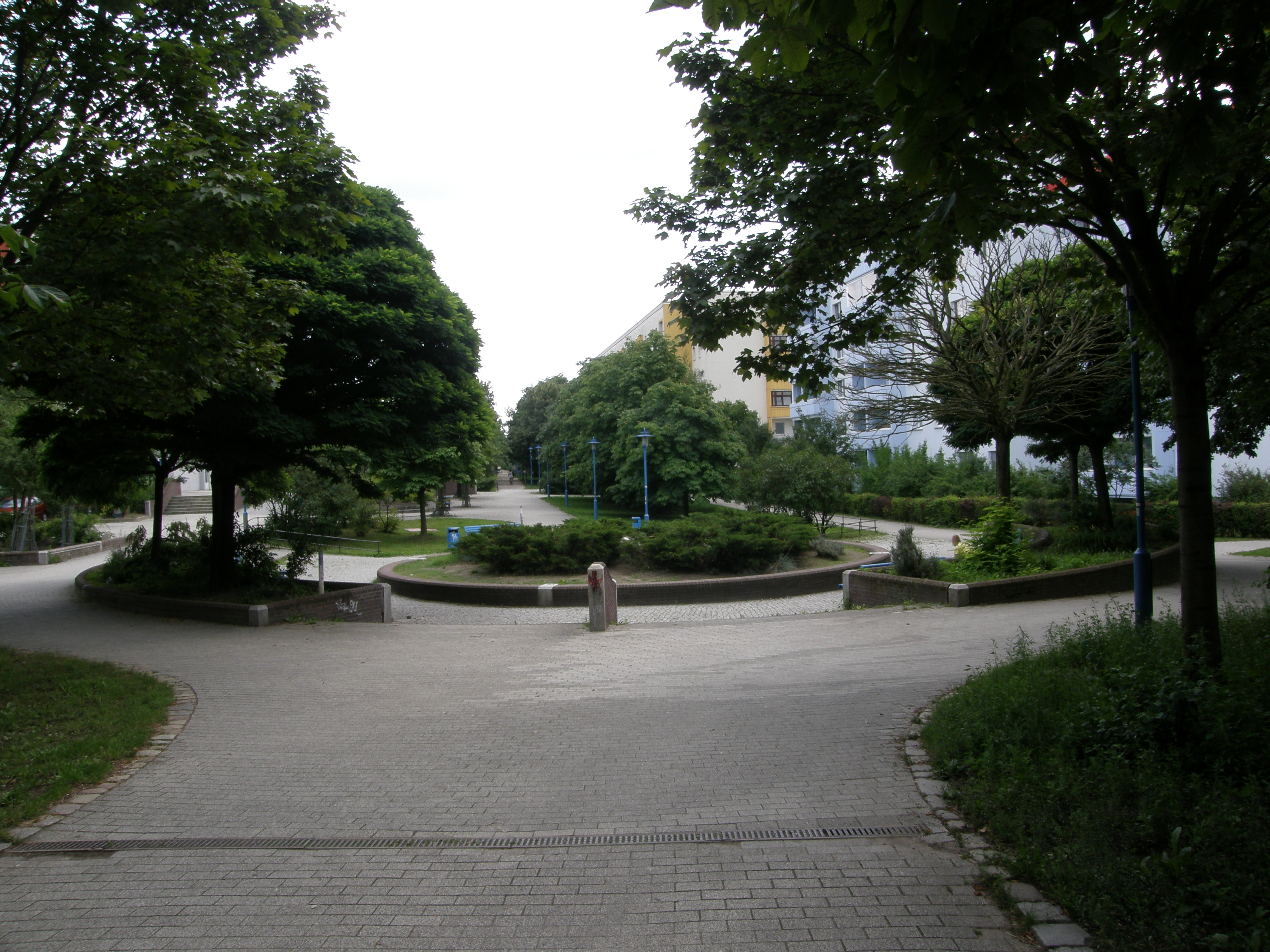
Landschaftsbrunnen

## Ausstellungen (Auswahl)
- 2020: Feld, Wald und Wiese. Vestischer Künstlerbund, Kutscherhaus Recklinghausen[12]
- 2015: zu wasser. Vestischer Künstlerbund, Schiffshebewerk Henrichenburg[13]
- 2013: aus ernst wird spaß das ironische in der kunst. Deutscher Künstlerbund, Berlin
- 2013: wir wieder hier. Ausstellung des Westdeutschen Künstlerbundes, Kunstmuseum Bochum
- 2012: HIER UND JETZT. Gustav-Lübcke-Museum, Hamm
- 2012: Blätterwald oder Die Quintessenz des Buches. Deutscher Künstlerbund, Berlin
- 2011: drops on green. Deutscher Künstlerbund, Berlin
- 2009: Umfeldarbeit / Momentaufnahme. Deutscher Künstlerbund, Berlin
- 2008: Organische Geometrie – Skulpturen, Zeichnungen. Kunstmuseum Gelsenkirchen[14]
- 2005: Lohn der Arbeit. Ausstellung des Westdeutschen Künstlerbundes, Städtische Galerie im Schlosspark Strünkede, Herne
- 2000: geschmacksache. Vestischer Künstlerbund, Kutscherhaus Recklinghausen
- 1999: Kunst setzt Zeichen. Ludwiggalerie Schloss Oberhausen
- 1995: Schweben – Antigrav in der Plastik. Skulpturenmuseum Glaskasten, Marl
- 1988: Figurationen. Der Zusammenhang der Dinge. Westdeutscher Künstlerbund, Ausstellungskatalog, Städtische Galerie im Schlosspark Strünkede und Flottmann-Hallen Herne[1]
- 1984: Bandbreiten. Neuer Berliner Kunstverein[15]
- 1978: Kunst in der Stadt..... Internationales Design Zentrum Berlin